# Siedleckia nematoides
Siedleckia nematoides is een soort in de taxonomische indeling van de Myzozoa, een stam van microscopische parasitaire dieren. Het organisme komt uit het geslacht Siedleckia en behoort tot de familie Siedleckiidae. Siedleckia nematoides werd in 1898 ontdekt door Caullery & Mesnil.